# Avenue de la Gare (Luxembourg)
Pour les articles homonymes, voir avenue de la Gare.
L’avenue de la Gare (en luxembourgeois : Al Avenue) est une avenue de la ville de Luxembourg.

## Situation et accès
Elle est située dans le quartier de la Gare. L'avenue est sur le parcours de la route nationale 50.
C'est l'une des deux principales voies commerçantes du quartier.

## Origine du nom
Elle mène à la Gare de Luxembourg.

## Historique
Au cours de la Seconde Guerre mondiale, sous l'occupation allemande, l'avenue est renommée en « Alte Bahnhofstraße ».

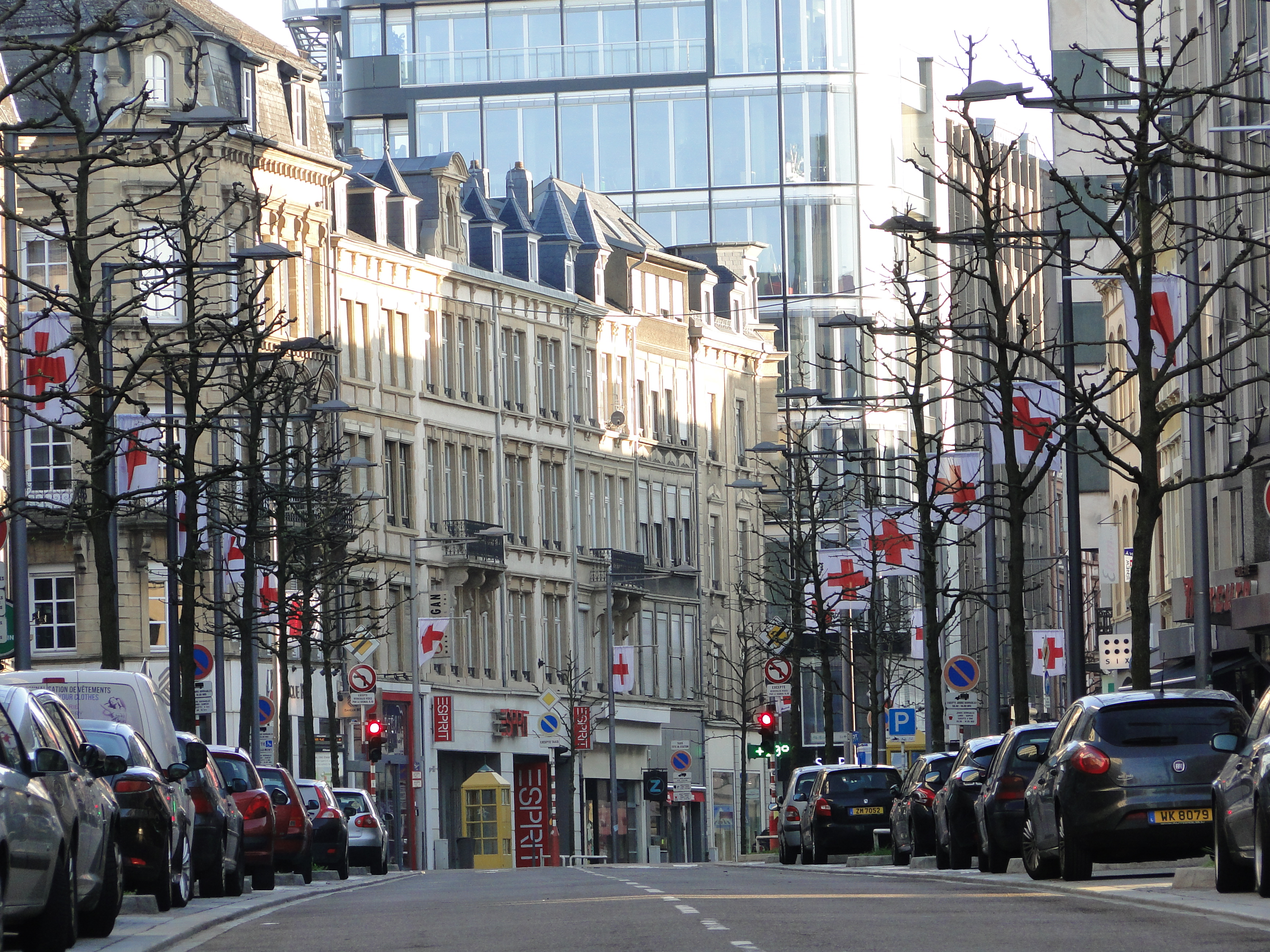
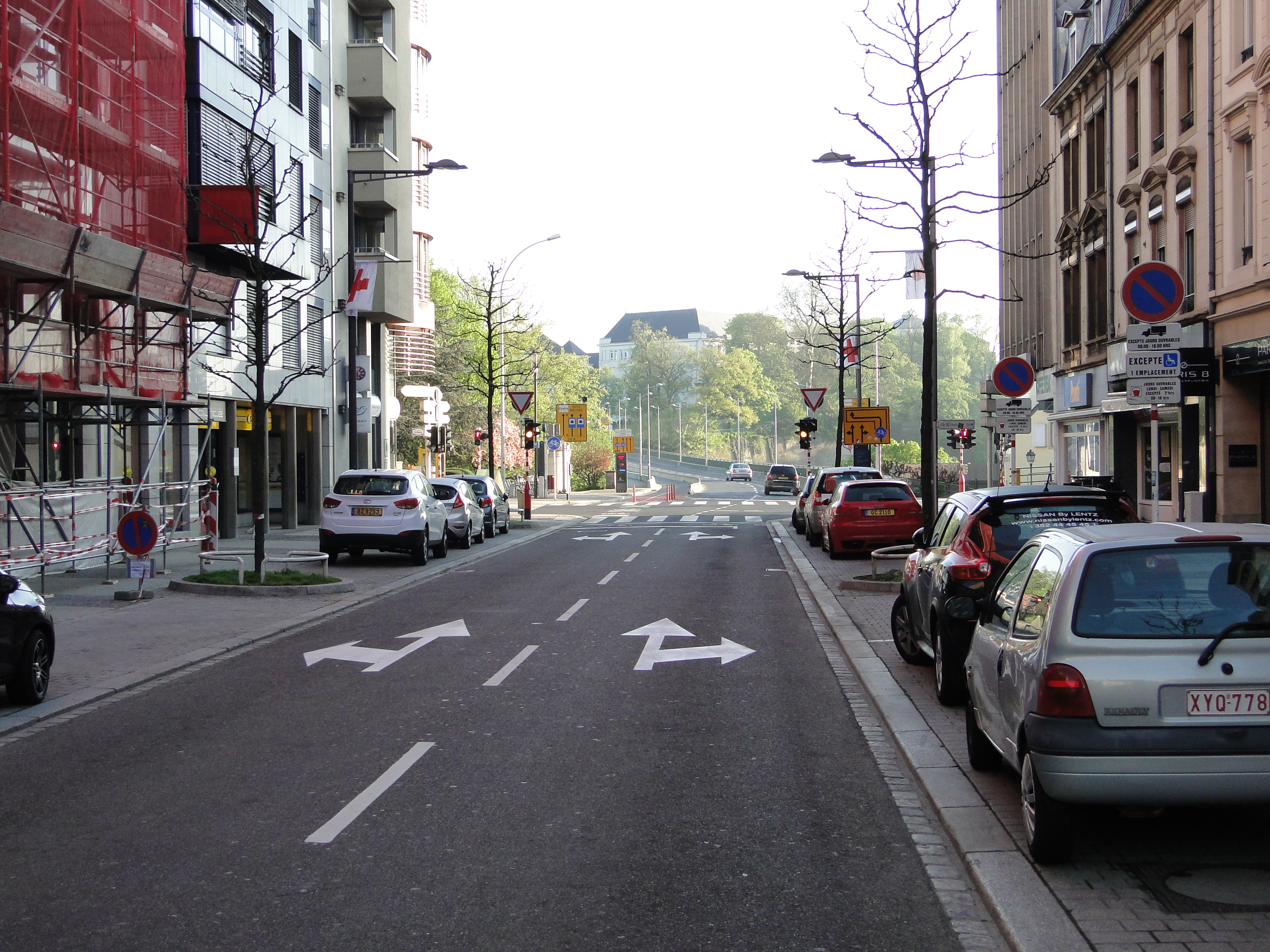
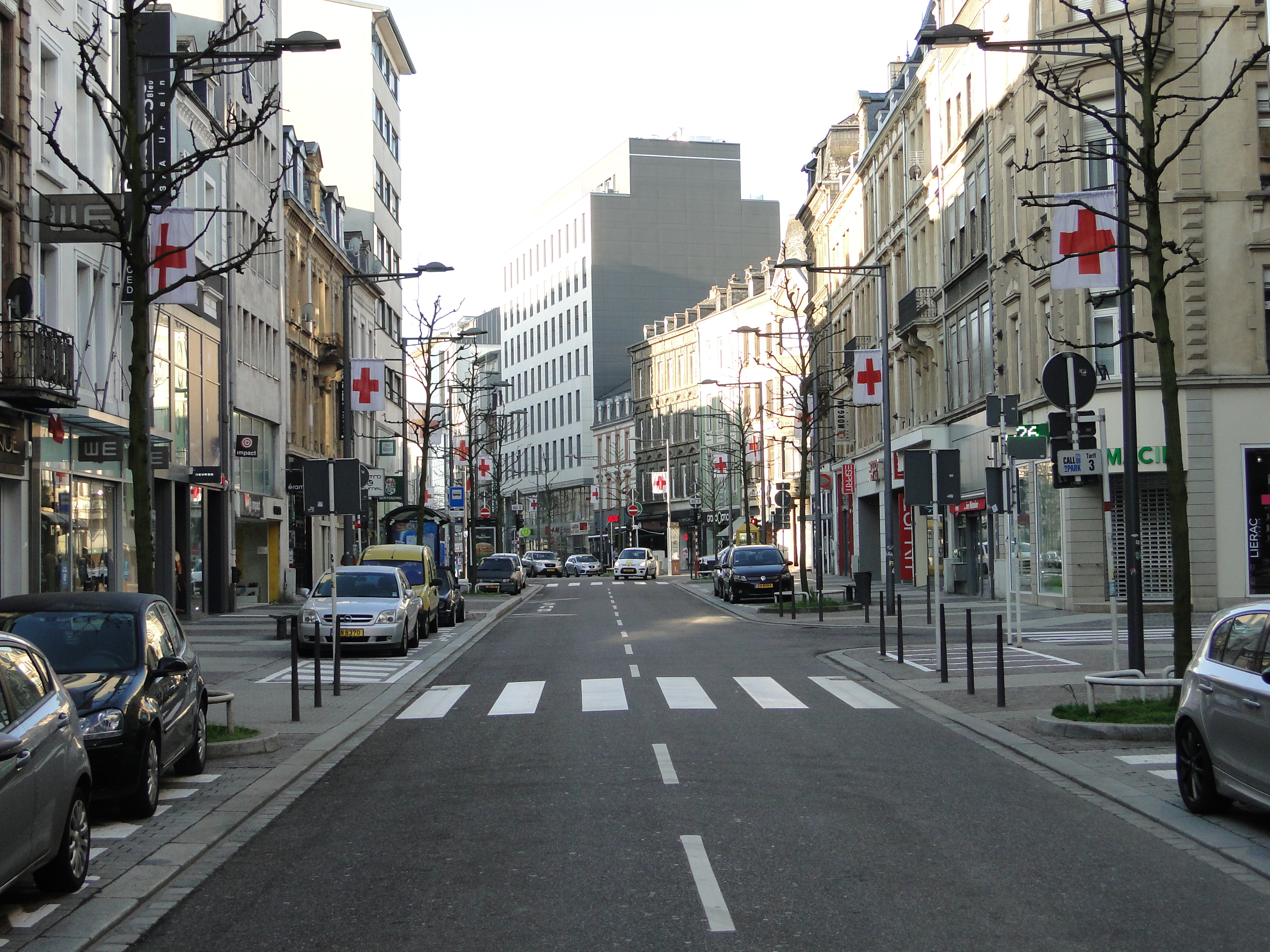